# Sort hul
 For alternative betydninger, se Hul.
Et sort hul er en samling af masse så tæt, at selve rumtiden kolapser, dette danner et tyngdefelt så masivt, at end ikke elektromagnetiske bølger (f.eks. radiobølger og lys) kan undslippe. Regionen hvor ingenting kan undslippe kaldes begivenhedshorisonten og alt massen der passerer begivenhedshorisonten ender i et punkt kaldet singulariteten.
Sorte huller er så tæt sammenpresset, som gør at tyngdekraften er meget stor. Tyngdenkraften er så stor, at ingen ting kan slippe væk fra det (heller ikke lyset). Samtidig med det er tyngdekraften også så stor, at den fanger alt, der kommer i nærheden af det eks. Gas, stjerner osv. Et massivt sort hul træffes ofte i centrum af en galakse, og de bliver i dag af mange forskere anset for at spille en vigtig rolle i galaksedannelse. Teoretiske overvejelser antyder at der er fra 100 millioner til 1 milliard sorte huller i vores Mælkevej, men indtil begyndelsen af 2017 var der kun fundet omkring 60.
Hvis Jorden blev presset sammen til en tæthed som et sort hul, ville den fylde som en lille nød eller sukkerknald. Det indtil videre største observerede sorte hul har en masse, som er cirka 12 milliarder gange større end Solens, hvilket betyder at deres begivenhedshorisont kan være op til en promille af et lysår.

## Opdagelser
I 2008 blev det sandsynliggjort, at der er et stort sort hul i centrum af vores galakse Mælkevejen kaldet for Sagittarius A*. Ifølge ESOs beregninger, skulle det sorte hul have en masse på ca. 4.000.000 gange vores egen sol.

 Et sort hul med en meget lysende skive af gas omkring sig der kaldes en kvasar, en ældgammel form for galakse. Denne udsender en stærk stråling af både radiobølger, lys og røntgenstråling, hvilket gør den til et meget lysstærkt objekt.
I 2020 blev det sandsynliggjort af astronomer fra European Southern Observatory, at det nærmeste opdagede sorte hul (del af HR 6819) er en del af Kikkerten, hvilket vil sige at det kun er 1000 lysår fra Jorden, Solsystemet.

## Opbygning og egenskaber
Der findes flere forskellige typer sorte huller, og de kan alle beskrives ud fra tre egenskaber: masse, rotation og ladning. Det mest simple er et Schwarzschild sort hul, der har ingen rotation og ladning.

### Begivenhedshorisonten
Begivenhedshorisonten er der, hvor selv ikke lys kan slippe ud af det sorte huls massive tyngdefelt, hvilket også gør det umuligt for information at komme ud igen, hvis det først har passeret begivenhedshorisonten. Det er også derfor, de har fået navnet "sorte huller", fordi de ikke kan observeres, hvilket gør dem helt sorte.
Indenfor det sorte huls begivenhedshorisont, falder rumtiden hurtigere indad end "lyset" - eller rettere lysets hastighed i vakuum.
Det sorte hul har principielt ikke nogen udstrækning, idet alt her er samlet i et enkelt punkt. Men det sorte huls størrelse/masse kan betegnes ved dets begivenhedshorisont, som udgør grænsen for, hvornår en begivenhed kan undslippe det sorte hul. Således er det sorte hul karakteriseret ved, at ekstrem meget masse er presset sammen på meget lidt plads (eller ingen plads).
Radiusen af begivenhedshorisonten, også kaldet Schwarzschild-radiusen, kan beregnes for et Schwarzschild sort hul (ikke-roterende) ved
{\displaystyle r_{s}={\frac {2GM}{c^{2}}},}
hvor {\textstyle G} er gravitationskonstanten, {\textstyle M} er massen af det sorte hul og {\textstyle c} er lysets hastighed.

### Singulariteten
Al massen i et sort hul bliver samlet i et punkt kaldet singulariteten, singulariteten har ingen størrelse, men indeholder al massen fra det sorte hul. Den kommer ud fra løsningerne af Albert Einsteins generelle relativitetsteori, som et punkt hvor generel relativitetsteori bryder sammen.

### Ergosfæren
Ergosfæren er en region ved et Kerr sort hul (roterende), mellem begivenhedshorisonten og en grænse kaldet den statiske grænse, hvor alt bliver tvunget til at rotere med rundt, så ingenting kan stå stille, heller ikke lys. Rotationen er så kraftig tæt på begivenhedshorisonten, at et objekt skal bevæge sig med mere end lysets hastighed, i modsat retning, for at stå stille.

## Klassifikation af sorte huller
| Klasse                | Omtrentlig masse i solmasser            | Omtrentlig radius                          |
| --------------------- | --------------------------------------- | ------------------------------------------ |
| Primordialt sort hul  | op til {\displaystyle M_{\text{Månen}}} | op til 0.1 mm                              |
| Stellart sort hul     | 2 - 150 {\displaystyle M_{\odot }}      | 30 km                                      |
| Intermediært sort hul | 102 - 105 {\displaystyle M_{\odot }}    | 103 km ≈ {\displaystyle R_{\text{Jorden}}} |
| Supermassive sort hul | 106 - 109 {\displaystyle M_{\odot }}    | 0.001 – 400 au                             |
| Ultramassivt sort hul | 109 - 1011 {\displaystyle M_{\odot }}   | > 1 000 au                                 |

Sorte huller deles i flere grupper:
1. Sorte huller med en størrelse som atomers med en masse på omkring det, der svarer til et stort bjerg. Disse kaldes også oprindelige sorte huller (af primordial black holes).[13]
2. Sorte huller med masser som stjerners.
3. Sorte huller som har masser som milliarder af stjerner kaldes massive sorte huller (MBH). De formodes at være i centrum af aktive galakser og almindelige galakser.

### Første gruppe
Forventes at være skabt i det tidlige univers, kort efter Big Bang.

### Anden gruppe
Den første kategori er "slutresultatet" af en stor stjernes voldsomme undergang i en supernova-eksplosion af typerne Ib, Ic II, IIL, IIP eller IIn eller af et sammenstød mellem 2 neutronstjerner eller 2 hvide dværge. Herved kollapser stjernens indre dele til et punkt, hvor tyngdekraften overvinder alt andet, herunder det udadrettede tryk, som det komprimerede stof udøver.
Det sorte hul bliver dannet ved at alle neutroner samles på et sted og laver et så stor pres at der skabes et sort hul som er ugennemtrængelig.

### Tredje gruppe
Den anden kategori findes i gamle galakser, hvor mange store stjerner har haft tid til at "leve deres liv" og ende som sorte huller: Disse sorte huller falder sidenhen sammen til endnu større sorte huller.

## Et sort huls liv
Et sort hul er ikke nødvendigvis "endestationen" for stjernernes stof. Stephen Hawking brugte i 1973 Werner Heisenbergs såkaldte Heisenbergs ubestemthedsrelationer til at opstille en teori, hvori masse kan "undslippe" det sorte hul. Denne effekt er ifølge teorien mere intensiv for små sorte huller end for større, så hvis teorien holder, vil sorte huller "fordampe", først langsomt, men sidenhen hurtigere og hurtigere. Jf. teorien, udsender de sorte huller altså en stråling kaldet Hawkingstråling.
I januar 2014 offentliggjorde Stephen Hawking en artikel Information preservation and weather forecasting for black holes, hvori Hawking argumenterer for, at den traditionelle definition af sorte huller, som steder med en veldefineret grænse, hvorfra intet undslipper, muligvis ikke er en korrekt beskrivelse af fænomenet, idet definitionen strider mod kvantefysikken. Ifølge Hawkings teori er grænsen for sorte huller ikke definitiv, men derimod tilsyneladende, hvilket muliggør, at i princippet hvad som helst kan komme ud af et sort hul, herunder også information. Hawkings artikel har ikke været gennem peer review, hvorfor artiklen (endnu) ikke har været systematisk bedømt af andre fysikere.

## Spejlbilleder omkring sorte huller
I juli 2021 publicerede Albert Sneppen (i bl.a. Scientific Reports) en matematisk formulering af, hvordan lys afbøjes og indfanges omkring sorte huller og derved kan komme til at fungere som en spejlning af Universet. Spørgsmålet om, hvordan lyset afbøjes nær sorte huller, har været en uløst gåde for forskere i flere årtier. Sneppens formel skabte øjeblikkelig international opmærksomhed.